# 勒比佐
勒比佐（法語：Le Bizot，法語發音：[lə bizo]）是法国杜省的一个市镇，属于蓬塔利耶区。

## 地理
勒比佐（47°8'9"N, 6°40'18"E）面积7.85 平方千米，位于法国勃艮第-弗朗什-孔泰大區杜省，该省份为法国东部内陆省份，北起上索恩省，西接汝拉省，东部及东南部与瑞士接壤，东北部与贝尔福地区省接壤。
与勒比佐接壤的市镇（或旧市镇、城区）包括：勒吕耶、蒙德拉瓦勒、纳尔比耶、诺埃勒塞尔讷、勒吕塞、拉舍纳洛特。

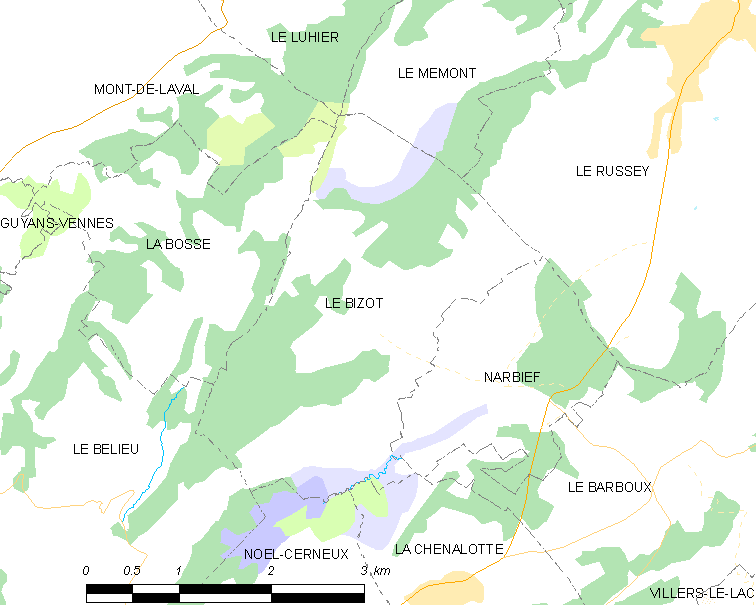
勒比佐的OSM定位图

勒比佐的时区为UTC+01:00、UTC+02:00（夏令时）。

## 行政
勒比佐的邮政编码为25210，INSEE市镇编码为25062。

## 政治
勒比佐所属的省级选区为莫尔托县。

## 人口

1962-2008年间勒比佐人口变化图示

勒比佐于2022年1月1日时的人口数量为304人。